# Porto Real do Colégio
Porto Real do Colégio est une municipalité brésilienne dans l'État de l'Alagoas.